# De weduwe van de dominee
De vrouw van de dominee (Zweeds: Prästänkan) is een Zweedse dramafilm uit 1920 onder regie van Carl Theodor Dreyer.

## Verhaal
Söfren wordt uitgekozen om dominee te worden in een plattelandsdorpje. Hij is verloofd met Mari, maar volgens het volksgebruik moet hij trouwen met de weduwe van de vorige dominee. Söfren stemt daarmee in om dominee te kunnen worden. Hij haalt echter ook Mari in huis onder het voorwendsel dat ze zijn zus is. Söfren hoopt dat de weduwe snel zal sterven. 

## Rolverdeling
| Acteur           | Personage        |
| ---------------- | ---------------- |
| Hildur Carlberg  | Margarete        |
| Einar Röd        | Söfren           |
| Greta Almroth    | Mari             |
| Olav Aukrust     | Eerste kandidaat |
| Emil Helsengreen | Tuinman          |
| Mathilde Nielsen | Gunvor           |
| Lorentz Thyholt  | Klokkenluider    |
| Kurt Welin       | Tweede kandidaat |